# 人情紙風船
『人情紙風船』（にんじょうかみふうせん）は、1937年（昭和12年）に公開された山中貞雄監督の日本映画。日中戦争で戦病死した山中の遺作である。

## 略歴・概要
フィルムがまとまった形で現存する山中貞雄監督作品の3作のうちの一つ。河竹黙阿弥作の歌舞伎『梅雨小袖昔八丈』（「つゆこそでむかしはちじょう」通称：『髪結新三』）を原作とし、山中の盟友である三村伸太郎がシナリオを執筆した。『街の入墨者』『河内山宗俊』に次いで前進座と三度目のコンビを組み、一座の花形である河原崎長十郎と中村翫右衛門が主演し、ほか多くの座員が出演した。また、当時前進座に所属していた加東大介が市川莚司名義で、河野秋武が山崎進蔵名義で出演している。
貧乏長屋に暮らす人々の日常と悲哀を描き、山中や稲垣浩らが参加した監督・脚本家集団「鳴滝組」が作っていった「髷をつけた現代劇」（「時代劇の小市民映画」とも）という、時代劇映画の一つのジャンルの中で最も傑作と言われる作品である。1937年度のキネマ旬報ベストテンで第7位にランクインした。
1937年（昭和12年）8月25日、封切り当日に山中に赤紙が届き、平安神宮で壮行会が行われ、神戸港から中国に出征した。山中は戦中、手記に「紙風船が遺作とはチト、サビシイ」と書き遺している。山中は1938年（昭和13年）9月17日に河南省で戦病死した。
ランキング
- 1979年：「日本公開外国映画ベストテン（キネ旬戦後復刊800号記念）」（キネ旬発表）第4位
- 1989年：「日本映画史上ベストテン（キネ旬戦後復刊1000号記念）」（キネ旬発表）第13位
- 1989年：「大アンケートによる日本映画ベスト150」（文藝春秋発表）第10位
- 1995年：「オールタイムベストテン・日本映画編」（キネ旬発表）第4位
- 1999年：「映画人が選ぶオールタイムベスト100・日本映画編（キネ旬創刊80周年記念）」（キネ旬発表）第18位
- 2009年：「映画人が選ぶオールタイムベスト100・日本映画編（キネ旬創刊90周年記念）」（キネ旬発表）第23位

## 作品のパブリックドメイン化
公開年、監督没年のいずれを基点としても50年以上が経過しており、日本の著作権法（2013年現在）上ではパブリックドメイン化しており、日本国内では自由に複製、上映、改変、翻案などが可能となっている。

## あらすじ

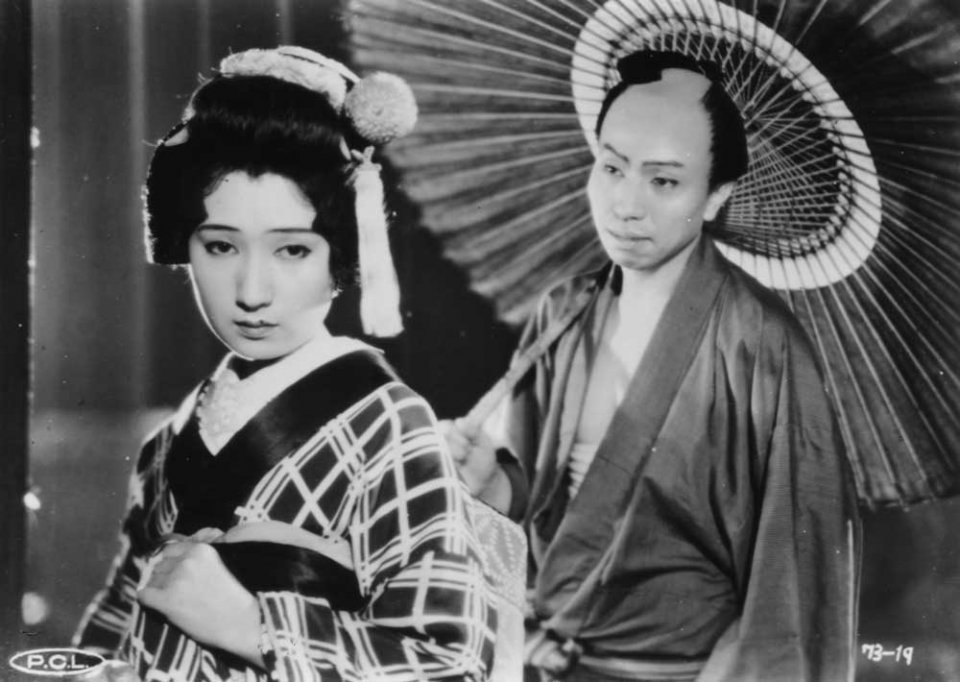
霧立のぼる（左）と中村翫右衛門（右）

江戸の貧乏長屋で浪人の首吊りが発生、役人が調べに来る。長屋の住人である髪結いの新三は、長屋の連中で浪人の為にお通夜をしてやろうと言い、大家を説き伏せて酒をせしめる。お通夜が行われるが、長屋の連中は酒がただで飲めると喜び陽気な馬鹿騒ぎを行う。
同じ長屋にいる浪人の海野又十郎は、父の知人の毛利三左衛門に仕官の口を頼みに行くが、邪険に扱われ相手にしてもらえない。その毛利三左衛門は質屋である白子屋の店主の愛娘お駒をさる高家の武士の嫁にしようと画策している。しかし当のお駒は番頭の忠七に焦がれている。
新三は自分で賭場を開いていたが、ヤクザの大親分弥太五郎源七の怒りを買い散々な目にあってしまう。そのせいで金に困り、髪結いの道具を白子屋に持ち込むが相手にしてもらえない。
海野又十郎は、懲りずに何度も毛利三左衛門に会いに行くが、ある日どしゃぶりの雨の夜に「もう来るな」と言われてしまう。同じ日の夜、忠七が店へ傘を取りに戻っているのを待っているお駒を見かけた新三は、彼女を自分の長屋に連れて帰ってしまう。白子屋の用心棒をしている弥太五郎源七を困らせる為だ。
誘拐を知った白子屋、嫁入り前の大事な時だと源七らを使って、長屋にお駒を引き取りにくるが、新三は源七らを追い返してしまう。その後、大家の計らいで、お駒は忠七の手で白子屋へ無事戻され、大家と新三は50両の大金を得、その夜、その金で宴会をする。
誘拐の片棒を担いだ又十郎も分け前の金を貰って宴会に行くが、真面目だと思われていた又十郎の行為に長屋の女房たちは良い顔をしない。

## スタッフ
- 製作：武山政信
- 監督：山中貞雄
- 原作：河竹黙阿弥（『梅雨小袖昔八丈』、通称『髪結新三』）
- 脚本：三村伸太郎
- 撮影：三村明
- 録音：安恵重遠
- 美術装置：久保一雄
- 美術考証：岩田専太郎
- 編集：岩下広一
- 音楽：太田忠
- 演奏：P.C.L管弦楽団

## キャスト

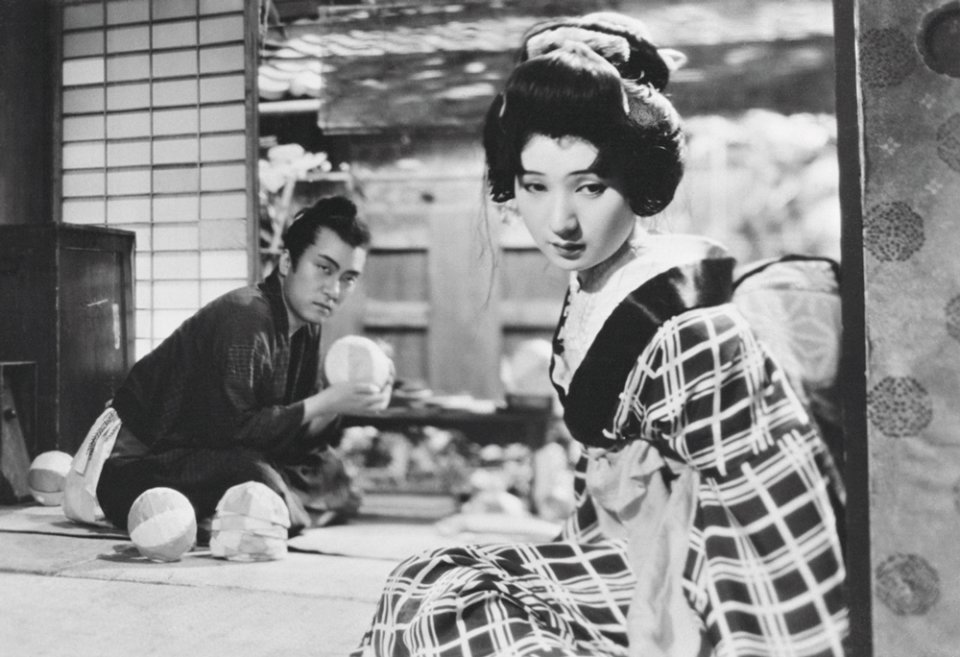
河原崎長十郎と霧立のぼる

前進座
- 海野又十郎：河原崎長十郎
- 金魚売源公：中村鶴蔵
- 髪結新三：中村翫右衛門
- 按摩藪市：板東調右衛門
- 目明し弥吉：市川楽三郎
- 錠前屋の兼吉：市川菊之助
- 徳兵衛：山崎長兵衛
- 夜そば屋の甚吉：中村進五郎
- 吉兵衛：板東みのる
- 役人：市川章次
- 百蔵：市川莚司(加東大介)
- 流しの与吉：中村公三郎
- 市川進三郎（配役不明）
- 弥太五郎源七：市川笑太朗
- 家主長兵衛：助高屋助蔵
- 平六：嵐敏夫
- 長松：市川扇升
- 白子屋久兵衛：嵐芳三郎
- 磨師の卯之公：沢村比呂志
- 古傘買いの乙松：市川岩五郎
- 猪助：山崎進蔵
- 毛利三左衛門：橘小三郎
- 忠七：瀬川菊之丞
- 乙松の女房おくま：岬たか子
- 源公の女房おてつ：原緋紗子
- 久兵衛の女房おなつ：岩田富貴子
- 甚七の女房おちよ：一ノ瀬ゆう子
- 又十郎の女房おたき：山岸しづ江

P.C.L
- 白子屋の娘お駒：霧立のぼる
- 白子屋久左衛門：御橋公

## テレビドラマ
戦後、テレビドラマにて4度リメイクされている。
- 1958年3月30日20:00 - 21:00、NHK『お好み日曜座』で放送。出演は市川中車、中村又五郎、水戸光子、並木瓶太郎、市川左文次、黒木憲三、大宮瓶。
- 1959年8月14日・21日22:00 - 22:45、KRT『サンヨーテレビ劇場』で放送。出演は中村翫右衛門、坂東調右衛門、中村梅之助、中村鶴蔵、瀬川菊之丞。
- 1963年7月14日22:00 - 23:00、NET『シオノギ日本映画名作ドラマ』で放送。出演は池部良、小山明子、江見俊太郎、市川子団次、飯田覚三、小林重四郎、天田俊明。
- 1978年2月18日20:00 - 21:15、NHK『土曜ドラマ』で放送。出演はフランキー堺、田村高廣、香山美子、栗田ひろみ、金田龍之介ほか。

| NHK総合テレビ お好み日曜座 | NHK総合テレビ お好み日曜座 | NHK総合テレビ お好み日曜座 |
| 前番組                     | 番組名                     | 次番組                     |
| -------------------------- | -------------------------- | -------------------------- |
| 風来坊の天使               | 人情紙風船（1958年版）     | 翡翠                       |
| KRT サンヨーテレビ劇場     |                            |                            |
| 貧乏さん                   | 人情紙風船（1959年版）     | 船場の娘                   |
| NET 日本映画名作ドラマ     |                            |                            |
| お嬢さんにカンパイ!        | 人情紙風船（1963年版）     | 暢気眼鏡                   |
| NHK総合テレビ 土曜ドラマ   |                            |                            |
| 出来ごころ                 | 人情紙風船（1978年版）     | 優しい時代（第1部）        |